# Metall-Isolator-Halbleiter-Struktur

MIS-Struktur (Metall/SiO_{2}/p-Si) in einem vertikalen MIS-Kondensator

Die Metall-Isolator-Halbleiter-Struktur (engl. metal insulator semiconductor, kurz MIS) bildet die Grundlage für eine Vielzahl von Bauelementen in der Mikroelektronik, z. B. Feldeffekttransistoren, CCD-Sensoren, aus welchen sich wiederum erweiterte Anwendungen ergeben, z. B. Mikroprozessoren.
Die Struktur besteht aus einem Träger (meist reines Silizium) und einer darüber befindlichen Metallschicht. Diese beiden Schichten werden durch eine dünne Isolatorschicht getrennt. Es bildet sich ein Kondensator. Als Isolatoren werden derzeit (2008) hauptsächlich Siliciumdioxid, seltener auch Siliciumnitrid, verwendet. Da hierbei ein Oxid (Siliciumdioxid, SiO2) als Isolator eingesetzt wird, spricht man auch von MOS-Strukturen. Typische Anwendungsbeispiele sind der MIS-Kondensator und der MOS-Feldeffekttransistor.

## Arbeitszustände
Die MIS-Struktur ist ein wesentlicher Teil eines MIS-Transistors, wobei der Metallanschluss der Gate-Elektrode beim MIS-Transistor entspricht und der Halbleiter dem Substrat. Als Gatespannung {\displaystyle U_{\mathrm {G} }} bezeichnet man die vom Gate zum Substratanschluss abfallende Potenzialdifferenz. Außerdem befinden sich im Isolator von der äußeren Spannung größtenteils unabhängige meist positive Ladungsträger, welche bei der Dimensionierung von Bauelementen berücksichtigt werden müssen.
In Abhängigkeit von der anliegenden Spannung {\displaystyle U_{\mathrm {G} }} unterscheidet man folgende Zustände (Alle Angaben gelten für ein p-dotiertes Substrat):
Thermodynamisches GleichgewichtLiegt keine Gatespannung an ({\displaystyle U_{\mathrm {G} }=0\ \mathrm {V} }), so existieren im Allgemeinen im Inneren der Struktur bereits Ladungen. Ähnlich wie bei einer Schottky-Diode, kommt es im thermischen Gleichgewicht zu einem Ausgleich der unterschiedlichen Fermi-Niveaus, was zu einem als Kontaktpotenzial bezeichneten Spannungsunterschied führt. Da das Fermi-Niveau des Metalls im Allgemeinen höher liegt, als das des Halbleiters bilden sich an der Grenzschicht zwischen Metall und Isolator positive und dem entgegengesetzt an der Grenzschicht zwischen Isolator und Halbleiter negative Ladungen aus. Da die zum Metall gesehene Ladungsträgerdichte des Halbleiters relativ gering ist, bildet sich eine Raumladungszone aus. Der Spannungsabfall über die MIS-Struktur teilt sich linear auf das Oxid und quadratisch auf die Raumladungszone auf.
FlachbandfallGleicht man das Kontaktpotenzial und den Spannungsabfall über das Oxid durch eine bestimmte schwache Vorspannung aus, so verschwindet die Raumladungszone und man spricht vom Flachbandfall und der angelegten Flachbandspannung {\displaystyle U_{\mathrm {FB} }}. Die Bezeichnung kommt daher, dass im Bändermodell keine Krümmung mehr zu erkennen ist. Das Vorzeichen und die Größe der für den Flachbandfall notwendigen Spannung ist dabei abhängig von Gate-Material und auch vom verwendeten Halbleiter.
AnreicherungBei einer großen negativen Vorspannung ({\displaystyle U_{\mathrm {G} }\ll 0\ \mathrm {V} }) sammeln sich Majoritätsladungsträger an der Halbleiteroberfläche (Halbleiter-Isolator-Grenzfläche) an. Diesen Zustand bezeichnet man als Anreicherung (Akkumulation).
VerarmungEine Erhöhung der angelegten Spannung über die Flachbandspannung ({\displaystyle U_{\mathrm {G} }>U_{\mathrm {FB} }}) führt zu einer Verringerung der Majoritätsladungsträger im Bereich der Halbleiter-Isolator-Grenzfläche, diesen Zustand bezeichnet man als Verarmung (depletion). Dabei vergrößert sich die vertikal gebildete Raumladungszone im Silizium.
InversionSobald durch die angelegte Spannung die Minoritätendichte die Majoritätendichte an der Halbleiter-Isolator-Grenzfläche übersteigt, spricht man von Inversion. Hierbei unterscheidet man zwischen schwacher Inversion und starker Inversion. Bei starker Inversion entsteht im Halbleiter an der Grenze zum Isolator ein Elektronenkanal, in dem n-Leitung möglich ist. Dieser Effekt wird beim MIS-Transistor genutzt. Die Ladung der sich im Elektronenkanal befindlichen Elektronen verkleinert die vertikal gebildete Raumladungszonen gegenüber dem Verarmungsfall.